# Riofraguas
Riofraguas es una localidad española del municipio abulense de La Horcajada, en la comunidad autónoma de Castilla y León.

## Historia
Hacia mediados del siglo XIX, la localidad, perteneciente ya por entonces al término municipal de La Horcajada, tenía 11 casas. Aparece descrita en el decimotercer volumen del Diccionario geográfico-estadístico-histórico de España y sus posesiones de Ultramar de Pascual Madoz de la siguiente manera:

RIOFRAGUAS: l. en la prov. de Avila, part. jud. del Barco de Avila, térm. jurisd., y uno los que componen á Horcajada (V.): tiene 11 casas.
(Madoz, 1849, p. 483)

En 2021 la localidad tenía 16 habitantes censados. el nombre probiene de una fragua que había antes de que se pusiera en nombre y de allí riofraguas y por el río que hay cerca de la horcajada.